# Горенє Лаковниці
Горенє Лаковниці (словен. Gorenje Lakovnice) — поселення в общині Ново Место, регіон Південно-Східна Словенія, Словенія. Висота над рівнем моря: 260,2 м.